# Twentsche Bank

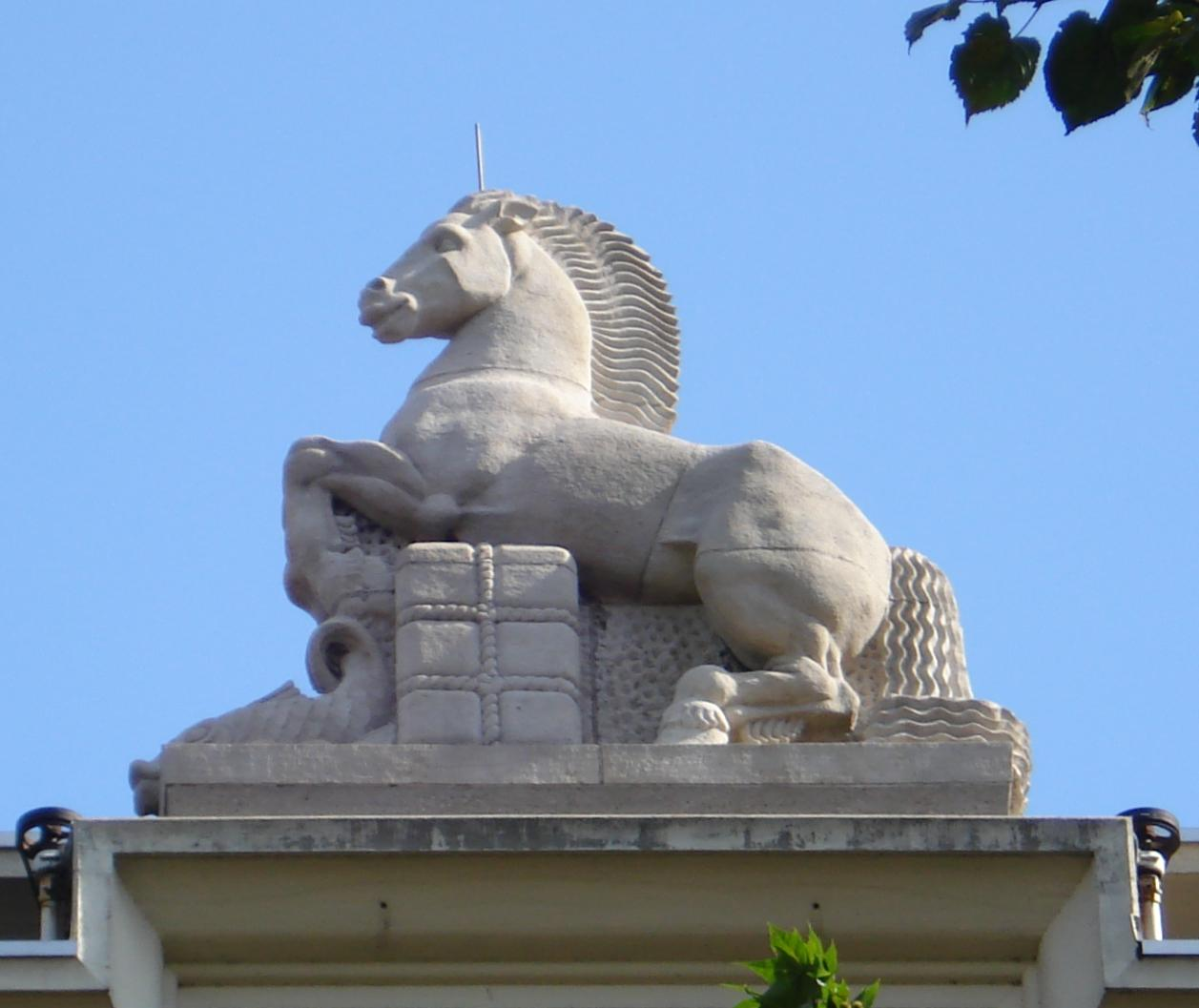
Het Twentse Ros op het pand aan Blaak 28, Rotterdam

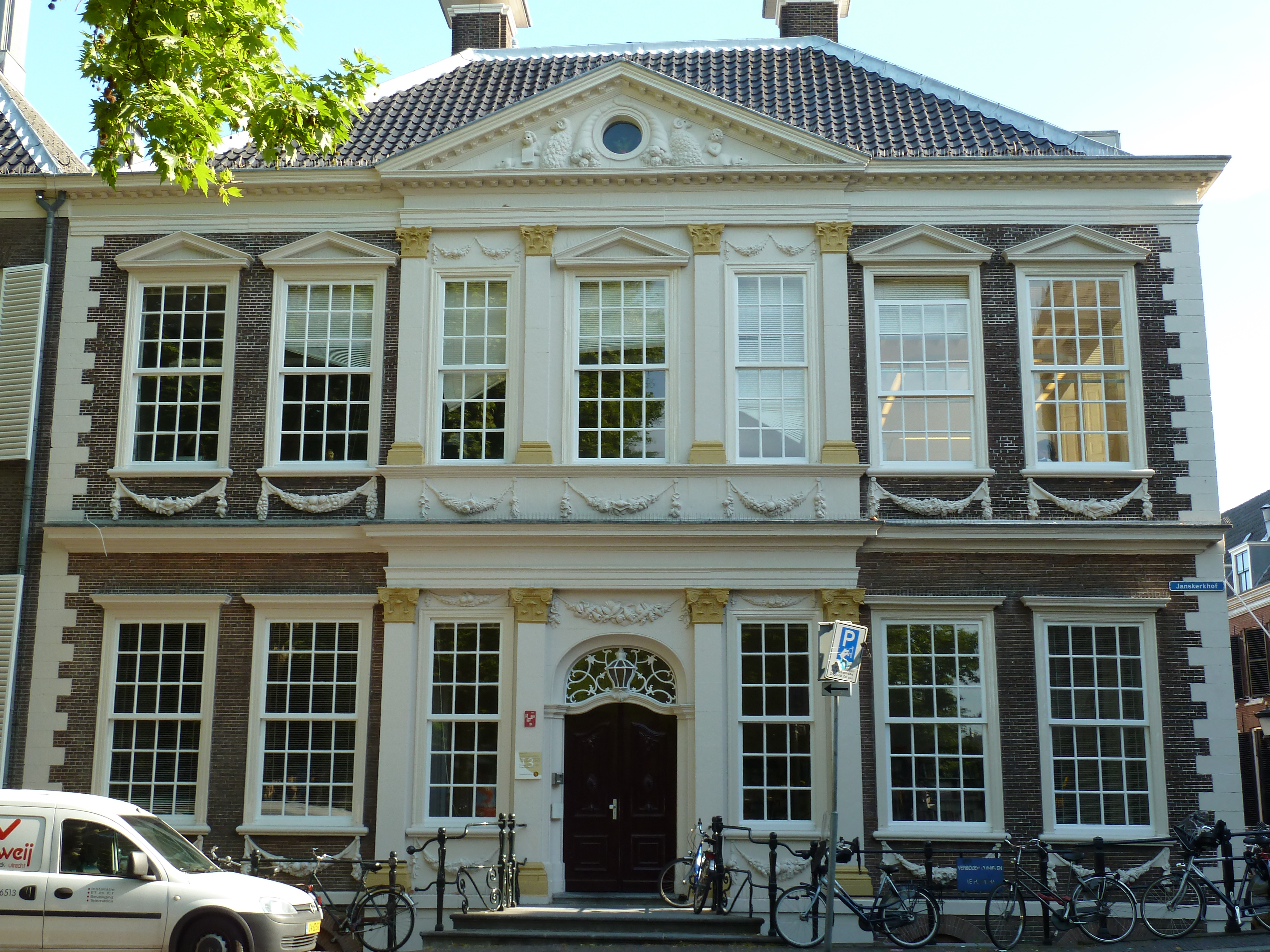
Voormalig kantoor aan Janskerkhof 13 in Utrecht

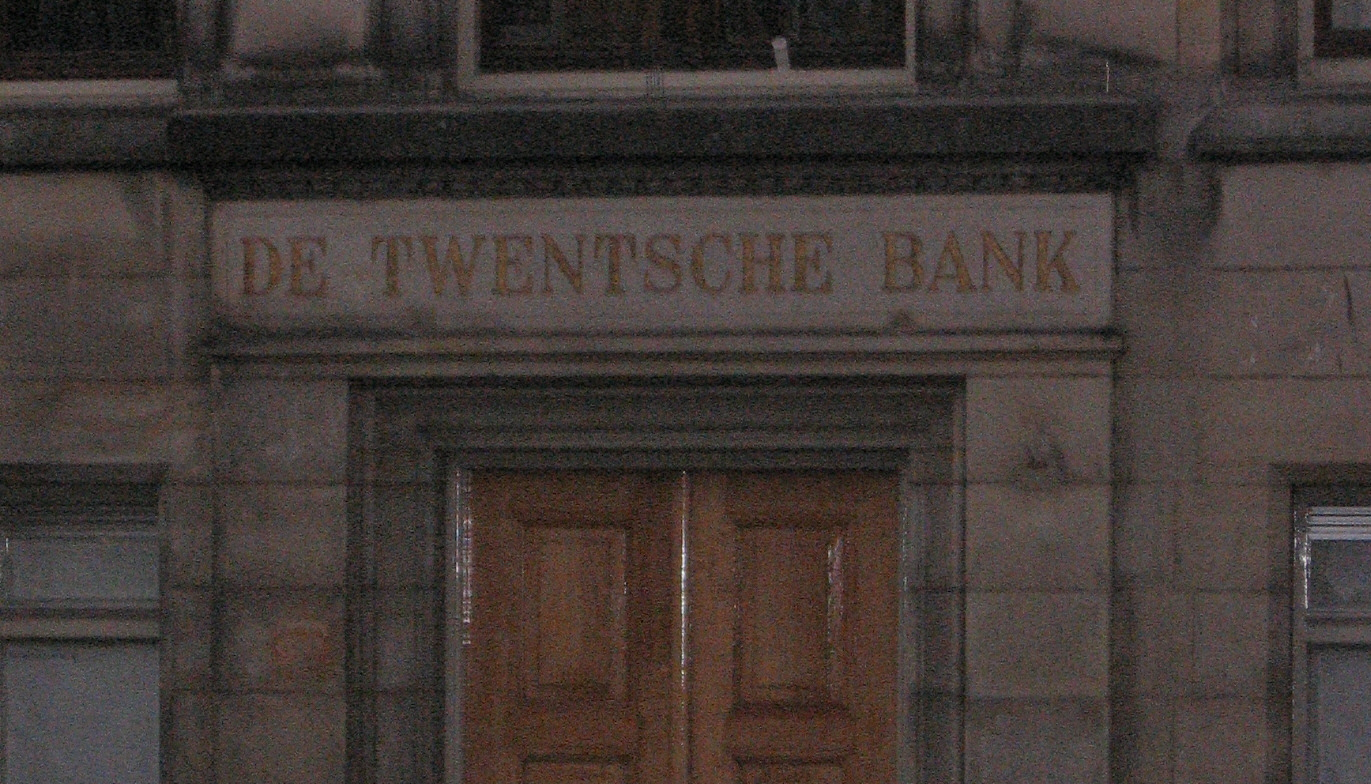
Gevelsteen Twentsche Bank, Scheffersplein, Dordrecht

De Twentsche Bank werd in 1841 opgericht door de Enschedese notabele Benjamin Willem Blijdenstein (1811-1866), met als primaire doelgroep de textielindustrie in de Twentse regio. Met de groei van textielexport naar zuidoost Azië zag hij al snel kans een kantoor in Londen te openen, dat door zijn zoon en naamgenoot werd bestuurd. Dit kantoor is nu het oudste buitenlandse bankkantoor in Londen. Deze opzet legde de basis voor het financiële verkeer tussen Londen (import van grondstoffen en verkoop van eindproducten), Enschede (productie) en Amsterdam (export naar Nederlands-Indië).

## Beginjaren
De Twentsche Bankvereeniging werd op 24 juni 1861 als een partnerschap opgericht. De naam werd in 1869 gewijzigd in Twentsche Bankvereeniging B.W. Blijdenstein & Co. (TBV). De belangrijkste activiteit was in de eerste decennia de financiële handel en wandel rondom de export van textiel naar Nederlands-Indië, maar langzamerhand werden de activiteiten uitgebreid, onder meer door oprichting van de Wissel- en Effectenbank (Rotterdam, 1879), Stichtse Bank (Utrecht, 1884) en Bank voor Effecten- en Wisselzaken (Den Haag, 1893). Ook werden kantoren opgezet in het Duitse Westfalen, een regio die een soortgelijke economische ontwikkeling doormaakte als Twente. In Parijs werd in 1909 een belang genomen in Banque Jordaan en ook binnenslands werden belangen verworven in diverse provinciale bankbedrijven, zoals Bergsma & Dikkers (Hengelo, 1906), Lissesche Bankvereeniging (Lisse, 1907) en D.A. Wisselink (Alkmaar, 1911).

## Naamloze vennootschap en verdere groei
In 1917 werd de Twentsche Bankvereeniging een naamloze vennootschap, in eerste instantie zeer tegen de zin van de Blijdensteins. De naam werd bij die gelegenheid gewijzigd in Twentsche Bank (TB). De Wissel- en Effectenbank en Bank voor Effecten- en Wisselzaken werden van zelfstandige dochterbedrijven omgezet in afdelingen van TB en hetzelfde lot onderging de Stichtse Bank in Utrecht.
De groei werd voortgezet door inlijving van B.W. Blijdenstein Jr. (Enschede) en Ledeboer & Co. (Almelo), die tot dan toe juridisch zelfstandige entiteiten waren geweest. Ook andere financiële instellingen, waarin TB een belang had, werden vanaf 1931 ingelijfd: Provinciale Bank voor Limburg, Lissesche Bankvereeniging, Geldersch-Overijsselsche Bankvereeniging, Groninger Bank, Bank van Wisselink en Haarlemsche Bankvereeniging werden kantoren van de Twentsche Bank.

## Tweede Wereldoorlog
De Tweede Wereldoorlog heeft grote impact op de Twentsche Bank. Van der Werf schrijft hierover:
“De Twentsche Bank wordt in 1941 geconfronteerd met de verdrijving en beroving van de joden. De pogingen die de bank in het werk stelt om de bezetter voor te zijn bij de arisering van twee textielondernemingen – N.J. Menko en Roombeek – slagen niet. Beide ondernemingen komen in handen van de bezetter. De bank kan de verwijdering van haar joodse medewerkers niet tegenhouden, maar ze biedt hun wel financiële steun. De pogingen van de Twentsche Bank om te voorkomen dat de pensioenuitkeringen van haar joodse medewerkers in handen van de bezetter vallen, houden een jaar stand, maar worden dan verijdeld. Alle vermogens die de joodse relaties bij de bank aanhouden, vallen vroeg of laat in handen van de bezetter. Het gaat om de rekening van bijna achthonderd relaties. De Nederlandse banken worden door de bezetter onder druk gezet om hieraan mee te werken, maar ze zijn passief. De Twentsche Bank wordt hierbij door de bezetter verweten dat zij de zaken traineert.” (p. 461)

## Consolidatie en fusie

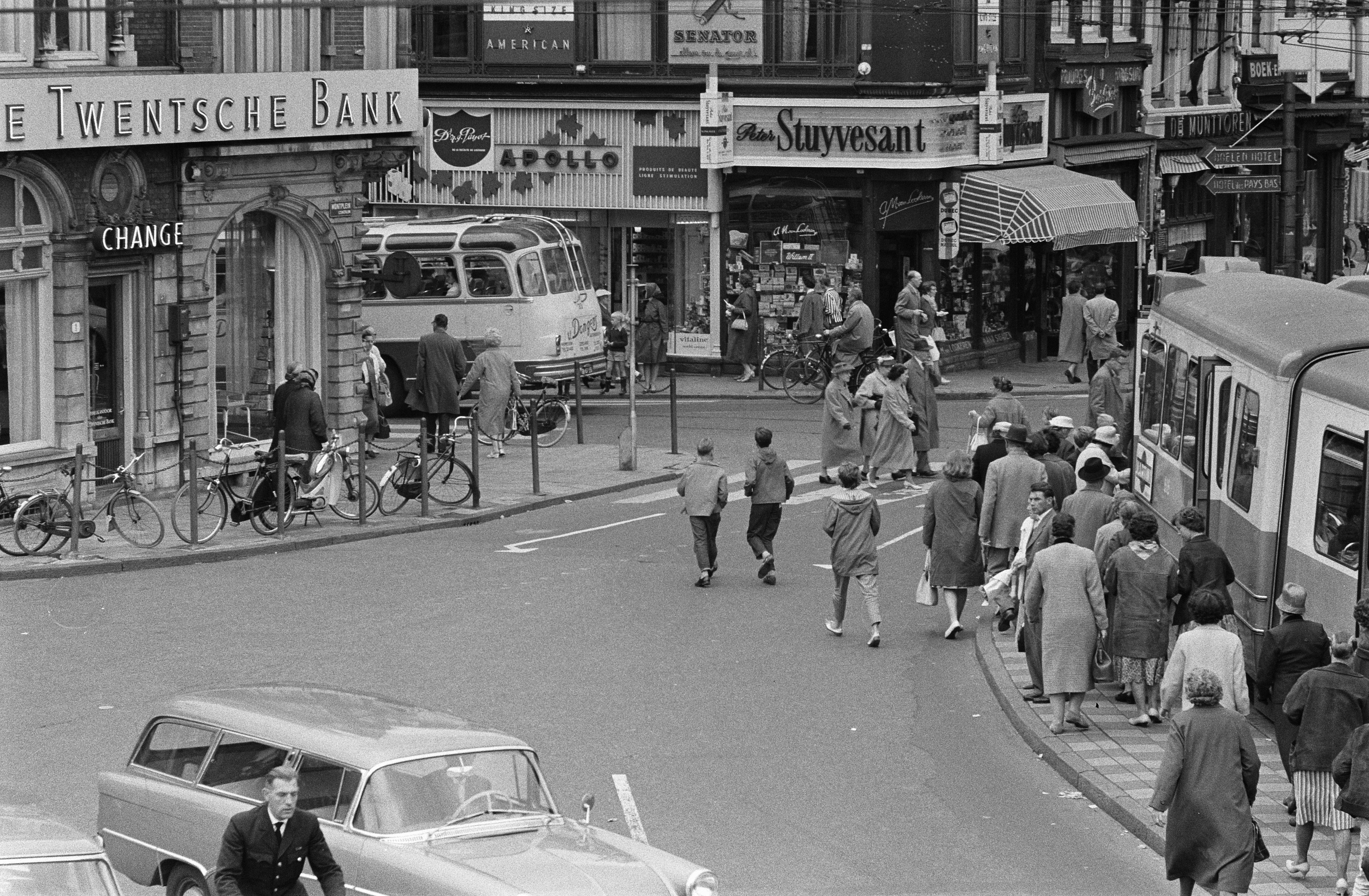
Filiaal Amsterdam, 1960 (links)

Na de Tweede Wereldoorlog zette het consolidatie proces zich voort. De eerste grote overname na de oorlog was die van Van Ranzow's Bank (Arnhem, 1950), gevolgd door Van Mierlo en Zoon (Breda, 1952).
Twentsche Bank was van oudsher een vooruitstrevende bank. In de late jaren 50 had zij bijvoorbeeld de persoonlijke lening geïntroduceerd en met de overname van de Industrieele Disconto Maatschappij kreeg TB nog meer voet aan de grond in consumentenkredieten.
Op 3 oktober 1964 fuseerde de Twentsche Bank met de Nederlandsche Handel-Maatschappij tot Algemene Bank Nederland. Het archief (130 meter) is ondergebracht in het Historisch Centrum Overijssel.